# Inteligentny system transportowy

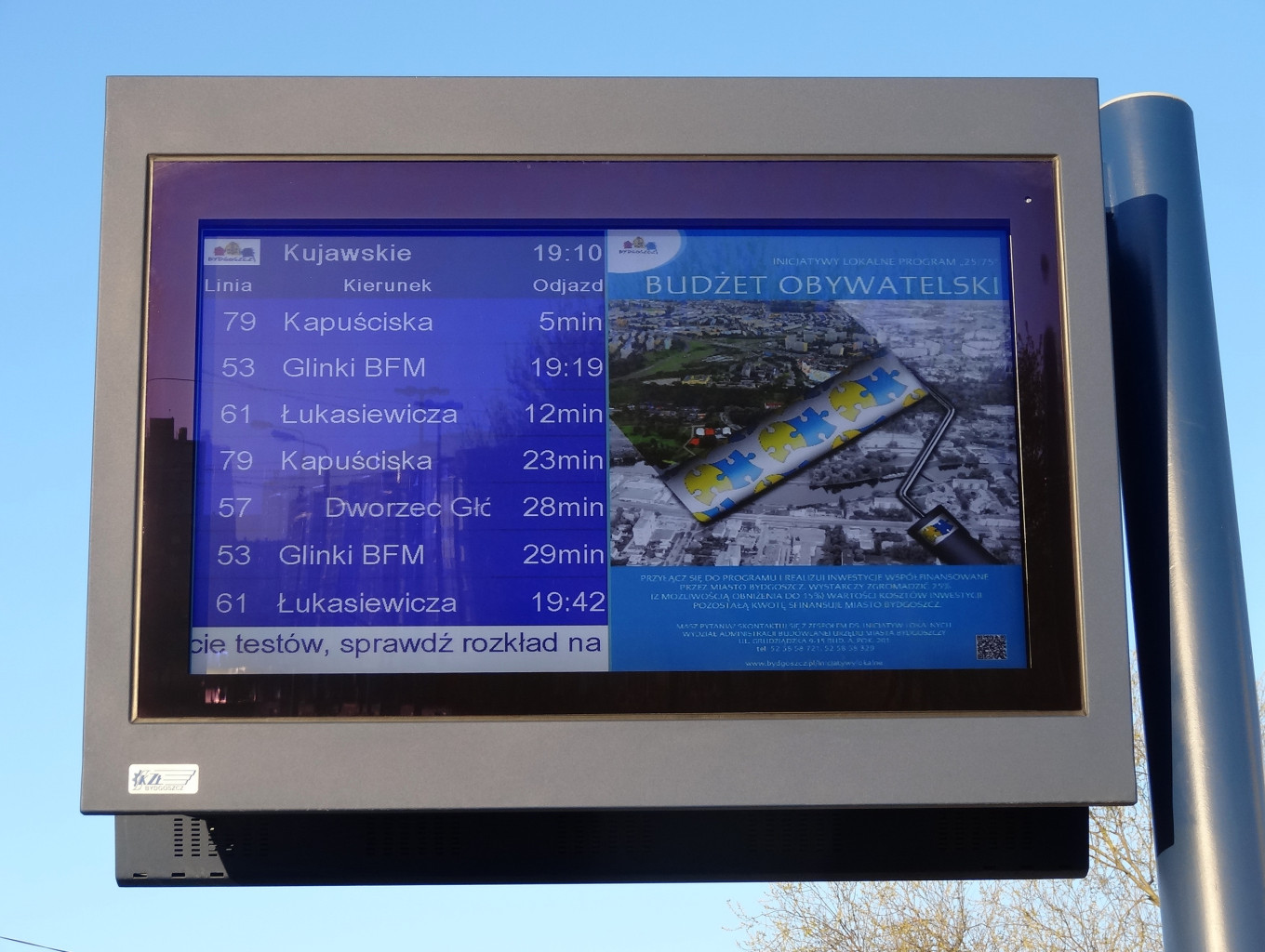
Monitor systemu informacji pasażerskiej przy ul. Wojska Polskiego w Bydgoszczy (tramwaj, autobus, tramwaj wodny)

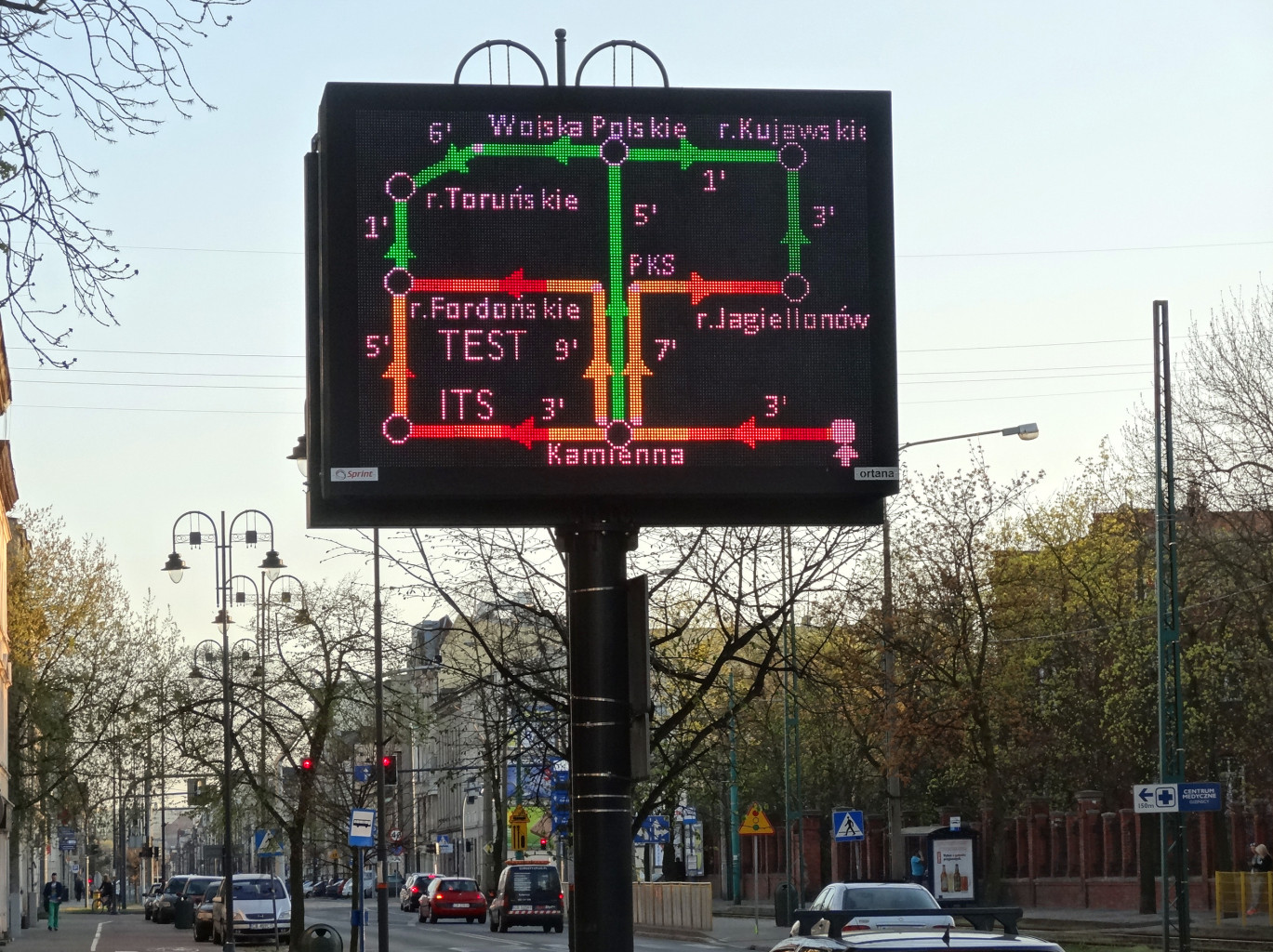
Tablica zmiennej treści inteligentnego systemu przy ul. Gdańskiej w Bydgoszczy

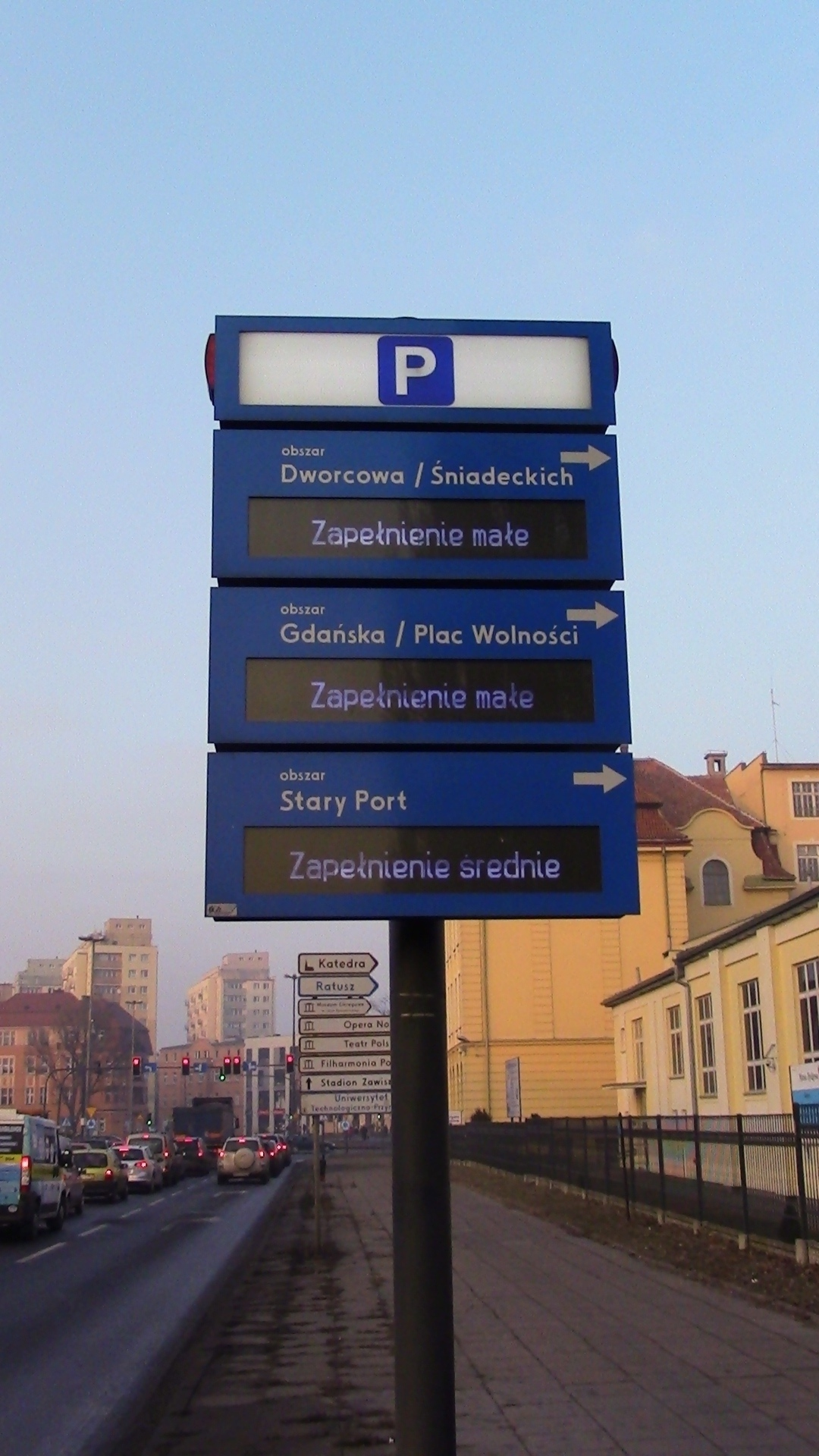
Tablica zmiennej treści informująca o miejscach parkingowych w Bydgoszczy

Inteligentny system transportowy, ITS – system informacyjny i komunikacyjny mający na celu świadczenie usług związanych z różnymi rodzajami transportu i zarządzaniem ruchem, pozwalający na lepsze informowanie różnych użytkowników oraz zapewniający bezpieczniejsze, bardziej skoordynowane i „inteligentniejsze” korzystanie z sieci transportowych. System ITS wspomaga transport drogowy głównie w celu zwiększenia przepustowości ruchliwych dróg, skrócenia czasu podróży oraz zapewnienia bezpieczeństwa uczestnikom ruchu drogowego.
System taki łączy elektronikę, telekomunikację i techniki informatyczne z inżynierią transportu w celu planowania, projektowania, obsługi, utrzymywania i zarządzania systemami transportu.
ITS korzysta z inteligentnych technologii transportowych takich jak: systemów sterowania sygnalizacją świetlną, znaków zmiennej treści, automatycznego rozpoznawania tablic rejestracyjnych, systemów CCTV bezpieczeństwa i automatycznego wykrywania incydentów, aplikacji, które gromadzą i przetwarzają dane w czasie rzeczywistym – jak wskazówki dotyczące parkowania czy systemów informacji o pogodzie.
Pojęciem związanym z Inteligentnymi Systemami Transportowymi jest telematyka transportu.